# Lesley Stahl
Pour les articles homonymes, voir Stahl.
Lesley R. Stahl (née le 16 décembre 1941 à Lynn (Massachusetts)) est une journaliste de télévision américaine. Elle est notamment reporter au magazine 60 Minutes, diffusé sur CBS, pendant plus de 15 ans.

## Biographie
Diplômée de l'université Wheaton (Massachusetts), elle commence sa carrière en couvrant l'affaire du Watergate. Elle devient ensuite correspondante à la Maison-Blanche pendant les présidences de Jimmy Carter, Ronald Reagan et George H. W. Bush. Lesley Stahl a été l'animatrice de Face the Nation de septembre 1983 à mai 1991 et a présenté 48 Hours Investigates de 2002 à 2004. C'est au cours d'une interview avec elle, dans l'émission 60 Minutes, qu'Al Gore a révélé en 2002 qu'il ne serait pas candidat à l'élection présidentielle de 2004.
C'est elle qui interviewait Nicolas Sarkozy en octobre 2007, lorsqu'il quitta subitement le plateau à cause des questions que lui posait la journaliste sur son épouse, Cécilia Sarkozy.
Lesley Stahl a écrit un livre, Reporting Live, publié en 1999.
Elle est depuis 1977 l'épouse du journaliste Aaron Latham (en).

## Source
- (en) Cet article est partiellement ou en totalité issu de l’article de Wikipédia en anglais intitulé « Lesley Stahl » (voir la liste des auteurs).